# 금남의 집 (1983년 드라마)
《금남의 집》은 1983년 11월 7일부터 1984년 10월 26일까지 방영된 KBS 2TV 일일 드라마(7시~8시대)이다.

## 줄거리
독특한 개성과 미모를 자랑하는 일곱 명의 처녀들이 한집에 하숙하면서 펼치는 청춘 이야기를 그렸다.

## 등장 인물

### 주요 인물
- 선우은숙 : 간호원 역
- 임옥경 : 관광지 가이드 역
- 차화연 : 은행원 역
- 유가영 : 기자 역
- 이덕희
- 왕영은
- 김현주

### 금남의 집 식구들
- 김창숙 : 박근형의 여동생 역
- 박근형 : 교장선생님 역
- 서우림 : 서씨 역
- 최현정 : 김창숙의 딸 역

### 그 외 인물
- 임성민
- 유동근
- 이경표
- 윤승원
- 남윤정
- 이경진
- 조옥희
- 이종남
- 장정진
- 노주현
- 김희윤
- 신수강
- 민태원
- 유승봉
- 구충서
- 송석호
- 임혁주
- 민병이

## 기타
KBS 영상자료실에서 첫회분 방송분과 최종회분 방송분 이 보관되어 있으며 다른 회차들은 자료가 대부분 유실되어서 현존하고 있지 않는 것으로 알려져 있다.